# Apropiació indeguda
L'apropiació indeguda és un delicte contra el patrimoni (a certs països, delicte contra la propietat) que consisteix en l'apoderament de béns aliens amb intenció de lucrar-se quan aquests béns es trobaven legalment en la seva possessió mitjançant altres títols possessoris diferents de la propietat privada, com poden ser el dipòsit, la comissió o l'administració.
En algunes legislacions també comet apropiació indeguda qui s'apropia d'una cosa perduda o de propietari desconegut, tot i que se sol requerir en aquest cas que el valor de l'apropiat superi una certa quantitat (ha de tenir un valor econòmic important, que demostri que no es tracta d'una cosa abandonada, sinó simplement extraviada). També entra en aquesta classificació la persona que rep alguna cosa per error del tramitant i posteriorment negui la seva recepció o no procedeixi a la seva devolució.

## Diferència amb altres delictes contra el patrimoni
L'apropiació indeguda es diferencia del robatori i del furt per la forma en la qual qui comet el delicte entra a prendre possessió dels béns. La possessió és al principi seva, de forma completament legal (el té en dipòsit o és l'administrador), però sostreu la cosa il·legalment posteriorment, aprofitant-se de la situació jurídica existent.
A vegades s'agrupa l'apropiació indeguda dins del mateix grup que els fraus.
A Espanya els articles 252 a 254 del Codi penal espanyol regulen l'apropiació indeguda. La pena és la mateixa que per a l'estafa llevat de per a qui "s'apropia d'una cosa extraviada o rebuda per error i de valor menor de 400 €, en el cas del qual la pena és menor i normalment no comporta presó".